# Операция «Синдур»
Операция «Синдур» (хинди ऑपरेशन सिन्दूर, англ. Operation Sindoor) — индийская военная операция на территории Пакистана, начавшаяся 7 мая 2025 года с ракетных ударов по террористической инфраструктуре Пакистана и территории пакистанского Кашмира. Министерство обороны Индии сообщило, что причиной операции стал теракт в Пахалгаме, жертвами которого стали 26 человек.
В первый день начавшейся операции Индия атаковала 9 объектов на территории Пакистана. Индия подчеркнула, что целями не были объекты пакистанской армии. Сообщается, что целями ударов были руководители террористических группировок Джаиш-е-Мухаммад и Лашкар-е-Тайба.
10 мая 2025 года Пакистан объявил о проведении операции «Буньян уль-Марсус». В этот же день Дональд Трамп объявил, что между Индией и Пакистаном была достигнута договорённость о прекращении огня, что подтвердил министр иностранных дел Пакистана Мухаммад Исхак Дар.

## Предыстория
В апреле 2025 года произошла новая эскалация конфликта из-за убийства индийских туристов террористами в Джамму и Кашмире. Число жертв составило 26 человек, среди которых 25 граждан Индии и один гражданин Непала.
Индия обвинила в причастности и поддержке в теракте Пакистан, однако Исламабад отрицает это и называет такие обвинения легкомысленными, лишёнными рациональности и противоречащими логике. Ответственность за теракт взяла на себя террористическая группировка Фронт сопротивления.
После теракта премьер-министр Индии Нарендра Моди пообещал, что Индия выявит, отследит и накажет каждого террориста и их покровителей. Индия закрыла пограничный пункт Аттари-Вагах и прекратила выдачу виз гражданам Пакистана, аннулировав уже выданные визы. Индия также приостановила действие договора о водах Инда 1960 года. В ответ Пакистан закрыл воздушное пространство для индийских авиакомпаний и приостановил торговые отношения с Индией.
29 апреля Моди заявил, что Министерство обороны Индии имеет полную свободу в принятии решений о способе, целях и сроках ответа на теракт в Пахалгаме.

## Ход операции
В ночь на 7 мая 2025 года индийская армия заявила о проведении операции «Синдур». Целью операции стало уничтожение террористической инфраструктуры Пакистана. Министерство обороны Индии заявило, что причиной операции стал теракт в Пахалгаме, и что из Пакистана планировались и направлялись террористические атаки.
Сразу же после начала операции индийские власти связались с представителями России, США, Великобритании, Саудовской Аравии и ОАЭ, чтобы сообщить о начале операции.
В первый день операции были нанесены удары по девяти объектам на территории Пакистана, однако какие именно были объекты, не уточняется. Индийские источники пишут, что целями ударов были руководители террористических группировок Джаиш-е-Мухаммад и Лашкар-е-Тайба. Индия подчеркнула, что объекты пакистанской армии не являются целями для ударов. Отмечается, что удары наносятся по террористической инфраструктуре Пакистана и по спорным регионам Джамму и Кашмир, откуда, как заявляет Министерство обороны Индии, направлялись террористические атаки.
Associated Press со ссылкой на пакистанские источники пишет, что Индия запустила три ракеты по пакистанскому Кашмиру и по провинции Пенджаб. Одна из них попала в мечеть в Бахавалпуре. Сообщается, что в результате атаки погиб ребёнок, а двое мирных жителей получили ранения.
Гендиректор ИСПР (подразделение Вооруженных сил Пакистана по связям со СМИ и общественностью) Ахмед Шариф Чаудри сообщил, что в городе Котли погибло двое мирных жителей в результате индийского ракетного удара. Также известно, что в Восточном Ахмадпуре пострадало 12 человек. Чаудри сообщил об ударах по мечетям в Восточном Ахмадпуре, где погибло 13 человек, и Музаффарабаде, где погибло три человека и ранены двое детей.
Власти Пакистана закрыли небо на 48 часов, но утром 7 мая полёты в аэропортах Карачи и Лахора были возобновлены.
В ответ на атаки вооружённые силы Пакистана нанесли удар по приграничным территориям Индии в Кашмире и поразили штаб бригады индийских вооруженных сил.
CNN пишет, что в ночь на 7 мая 2025 года между военно-воздушными силами Пакистана и Индии, не покидая свои воздушные пространства, произошёл крупнейший воздушный бой в современной истории, в котором было задействовано в общей сложности 125 истребителей. Пакистаном были сбиты пять индийских истребителей.
8 мая 2025 года в результате пакистанских обстрелов индийской союзной территории Джамму и Кашмир погибли 13 мирных жителей, а 59 получили ранения.
10 мая 2025 года Пакистан начал крупномасштабную военную операцию против Индии. Пакистанская армия нанесла удары по нескольким индийским военным объектам и складам ракет, а также начала массированную атаку БПЛА. В результате обстрелов погиб индийский высокопоставленный чиновник, сообщает индийское агентство PTI. Индия в ответ запустила ракеты по пакистанским авиабазам.
Президент США Дональд Трамп объявил о прекращении огня между Индией и Пакистаном после долгих ночных переговоров при посредничестве США. Договоренность о перемирии подтвердил министр иностранных дел Пакистана Мухаммад Исхак Дар.

## Реакция

### США
Президент США Дональд Трамп назвал столкновения позором, выразил сожаление и надежду на скорейшее урегулирование.
Государственный секретарь США Марко Рубио заявил, что внимательно следит за ситуацией, и выразил надежду на скорейшее урегулирование.

### Китай
По информации агентства Bloomberg, Китай поддерживал Пакистан в ходе операции Индии «Синдур», предоставляя поддержку радиолокационным системам и системам ПВО Пакистана.

### ООН
Генеральный секретарь ООН Антониу Гутерриш выразил серьёзную обеспокоенность в связи с военными операциями Индии на территории Пакистана и призвал стороны к максимальной сдержанности.

### Азербайджан
МИД Азербайджана выразило обеспокоенность в связи с эскалацией, осудило индийскую операцию и призвало обе стороны к сдержанности.

### Россия
МИД России выразило глубокую обеспокоенность в связи с эскалацией конфликта Пакистана и Индии, осудило любые акты терроризма, призвало стороны к сдержанности и выразило надежду на мирное урегулирование.

### Комментарии
1. ↑  В результате индийских ударов по версии пакистанских источников[5]
2. ↑  В результате пакистанских обстрелов по версии индийских источников[6]